# Wilmette
Wilmette – wieś (village) w hrabstwie Cook, w północno-wschodniej części stanu Illinois, w Stanach Zjednoczonych, położona nad jeziorem Michigan, na północnych przedmieściach Chicago. W 2016 roku miejscowość liczyła 27 219 mieszkańców.
Przed przybyciem Europejczyków obszar ten zamieszkany był przez indiańskie plemię Potawatomi. W 1674 roku dotarł tu francuski odkrywca Jacques Marquette. W 1829 roku rząd amerykański nadał tę ziemię Archange Ouilmette, Metysce, będącej żoną handlarza futrem, Antoine′a Ouilmette. Od ich nazwiska pochodzi nazwa miejscowości, która założona została w 1872 roku, wkrótce po dotarciu tu kolei.
W Wilmette mieści się świątynia bahaistyczna, będąca głównym ośrodkiem tej religii w Ameryce Północnej.